# 亨德里克·维斯特
亨德里克·维斯特（德語：Hendrik Wüst，1975年7月19日—），德國政治家， 2005年起至今擔任多項北莱茵-威斯特法伦公職及黨務，曾於2017年至2021年擔任州內交通部長。2021年10月27日成為第12任北莱茵-威斯特法伦州長。

## 個人背景
维斯特生於雷德，父親是一名纺织设备的代理商，母親則是一名家庭主婦。他中学毕业后入讀明斯特大学，主修法學，並於2003年通過國家司法考試。畢業後接受職業培訓，在欧盟和德国报人协会（Bundesverband Digitalpublisher und Zeitungsverleger）任職。

## 家庭
维斯特与卡塔琳娜（Katharina）结婚，养育一个女儿。他信仰天主教。